# Coleophora ahenella
Coleophora ahenella é uma espécie de mariposa do gênero Coleophora pertencente à família Coleophoridae.